# Osteria Francescana
L'Osteria Francescana est un restaurant gastronomique situé à Modène. Il est tenu par le chef Massimo Bottura.
En 2016 et 2018, le restaurant est reconnu « meilleur restaurant au monde » par The World's 50 Best Restaurants.

## Histoire
Après des études de droit, Massimo Bottura ouvre Osteria Francescana en 1995.

## Distinctions
En 2016 et 2018, il est classé meilleur « meilleur restaurant au monde » par The World's 50 Best Restaurants. Il est le premier restaurant italien à remporter ce prix. Il se classe 2e en 2015 et 3e en 2013 et 2014 ,,.
L'Osteria Francescana a obtenu trois étoiles au Guide Michelin (2012) et occupe en 2015 la première place du guide alimentaire italien l'Espresso - Ristoranti d'Italia avec un score de 20/20 .